# Montatheris hindii
Genre
Espèce
Synonymes
- Vipera hindii Boulenger, 1910
- Atheris hindii (Boulenger, 1910)

Montatheris hindii, unique représentant du genre Montatheris, est une espèce de serpents de la famille des Viperidae.

## Répartition
Cette espèce est endémique du Kenya. Elle se rencontre jusqu'à 3 500 m d'altitude sur le mont Kenya et les Aberdare.

## Description
L'holotype de Montatheris hindii, un mâle, mesure 300 mm dont 40 mm pour la queue. Cette espèce a la tête et le dos bruns. Deux séries alternées d'ocelles sombres bordées de jaune courent au milieu de son dos. Ses flancs sont parcourus de petites taches sombres. Sa face ventrale est gris olivâtre moucheté de noir. C'est un serpent venimeux.

## Étymologie
Son nom d'espèce lui a été donné en l'honneur de Sidney Langford Hinde (1863–1931).

## Publications originales
- Boulenger, 1910 : Descriptions of four new African snakes in the British Museum. Annals and Magazine of Natural History, sér. 8, vol. 5, p. 512-513 (texte intégral).
- Broadley, 1996 : A review of the tribe Atherini (Serpentes: Viperidae), with the descriptions of two new genera. African Journal of Herpetology, vol. 45, p. 40-48.